# Alagomyidae
Alagomyidae é uma família de placentários extintos, conhecida do Paleoceno Superior e Eoceno Inferior da Ásia e América do Norte. Está agrupada junto aos Glires, numa posição basal a ordem Rodentia.